# Chó sục Skye
Chó sục Skye (Skye Terrier) là một giống chó sục có nguồn gốc từ vùng Scotland và thông dụng trong vùng Anh quốc. Có xuất xứ ở đảo Skye, giống chó lùn săn cáo có bộ lông dài thuộc đảo Skye được phát hiện dọc miền duyên hải phía tây của đảo skye.

## Đặc điểm
Đây là giống chó có loại lông hai lớp với màu sắc thông thường màu đen. Giống chó này có chiều cao 25 cm và có trọng lượng 11,3 kg. Chúng là giống chó sục có bản tính siêng năng, cần tập luyện nhiều. Vốn là một giống chó được nuôi để săn những con vật nhỏ như cáo và chuột đồng, chúng rất bạo dạn và cũng rất trung thành với chủ.
Mặc dầu dáng vẻ của chúng khá chải chuốt, nhưng chúng luôn tỏ ra mạnh dạn, siêng năng. chúng thích tập luyện một mình, theo dõi, đánh hơi và khám phá khu vực xung quanh. có lẽ chúng thích với môi trường thôn quê hơn là vùng nội đô. Giống chó này gần đây đã ít được người ta nuôi dưỡng.

## Chó nổi tiếng

### Câu chuyện

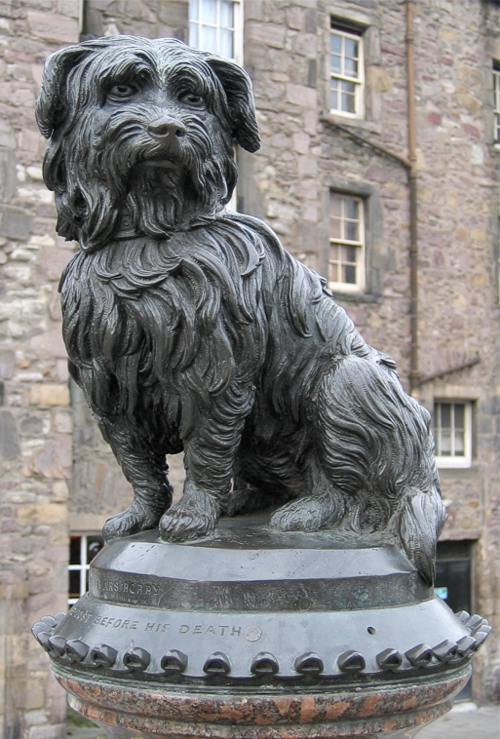
Tượng của chú chó tình nghĩa Greyfriars-bobby

Có một câu chuyện nổi tiếng về sự tận tụy của một con chó săn cáo skye tên là Greyfriars Bobby. Sau khi chủ chết, nó đến viếng mộ của chủ hàng ngày suốt 10 năm cho đến khi chết. Người ta liền dựng một đài kỷ niệm nó ở sân nhà thờ Edingburgh. Ông John Gray làm việc tại Sở cảnh sát thành phố Edinburgh và có nuôi một chú chó tên là Bobby. Mặc dù gốc gác không được làm sáng tỏ nhưng Bobby được biết là một chú chó sục Skye. Năm 1858 sau khi ông John mất thì Bobby chỉ quanh quẩn bên mộ của ông và bắt đầu cuộc sống mới của mình ở đó. Cuối cùng Bobby đã sống 14 năm trời ở bên mộ chủ và trở nên nổi tiếng khắp Scotland vì lòng trung thành của mình.

### Tưởng niệm
Năm 1872, sau khi Bobby chết, một quý tộc rất nổi tiếng trong vùng là nữ bá tước Angelina Burdett-Coutts đã bỏ tiền để dựng một bức tượng đồng rất đẹp để tưởng nhớ Bobby. Bức tượng này sau khi được dựng lại một lần nữa thì được đặt ở gần nghĩa trang Greyfriars Kirkyard nơi ông John chủ của Bobby yên nghỉ và vẫn còn ở đó cho đến ngày nay. Nghĩa trang Greyfriars Kirkyard có diện tích trải rộng và bao phủ nhà thờ Greyfriars Kirk. Ông John Gray được chôn cất tại nghĩa trang này và Bobby cũng được chôn trong nghĩa trang tại một địa điểm gần cổng ra vào.
Năm 1872, nhận được sự tài trợ của nữ bá tước Angelina Burdett-Coutts, nghệ nhân William Brody đã dựng một bức tượng đồng với kích thước bằng kích thước thật của Bobby. Ban đầu bức tượng được đặt trong một đài phun nước nhưng đến năm 1975 do vấn đề vệ sinh nên phần đài phun đã bị cắt và bê tông hóa. Đến năm 1979 bức tượng bị người dân nghịch ngợm sơn vàng bậy bạ, đến năm 1984 lại bị ô tô đâm vào nên đã được dựng lại vào năm 1985.
Năm 1981, Giáo hội giải cứu chó Scotland đã dựng 1 tấm bia tưởng niệm bằng đá granit đỏ. Trên tấm bia là dòng chữ: "Greyfriars Bobby – mất ngày 14-1-1872, 16 tuổi. Lòng trung thành và sự cống hiến của chú luôn là bài học quý giá cho chúng ta". Ngày nay những người yêu mến Bobby vẫn thường xuyên mang qua cũng như thư gửi Bobby đến đặt tại tấm bia này. Năm 1867, ngài William Chambers (Hội trưởng hội bảo vệ động vật bị ngược đãi) đã cấp phép cho Bobby quyền được sống trong nghĩa trang và tặng cho Bobby một chiếc vòng đeo cổ được làm đặc biệt. Vòng đeo cổ này hiện nay vẫn còn được lưu lại tại bảo tàng Edinburgh.

### Phim về Greyfriars Bobby
Bộ phim được giới thiệu dưới đây có tên là "Greyfriars Bobby" được sản xuất vào năm 1961. Ngoài ra còn có nhiều tác phẩm khác nói về câu chuyện của Bobby như tiểu thuyết cùng tên "Greyfriars Bobby" hoặc bộ phim " The Adventures of Greyfriars Bobby" (2006).